# Oligoneura murina
Oligoneura murina is een vliegensoort uit de familie van de spinvliegen (Acroceridae). De wetenschappelijke naam van de soort is voor het eerst geldig gepubliceerd in 1844 door Hermann Loew.